# Polo aquático nos Jogos Olímpicos de Verão de 1912
O torneio de Pólo aquático nos Jogos Olímpicos de Verão de 1912 foi realizado em Estocolmo, Suécia.

## Masculino
| Ouro | Prata | Bronze |
| Grã-Bretanha (GBR) Charles Sydney Smith George Cornet George Wilkinson Charles Bugbee Arthur Edwin Hill Paul Radmilovic Isaac Bentham | Suécia (SWE) Thorsten Kumfeldt Harald Julin Max Gumpel Robert Andersson Pontus Hansson Vilhelm Andersson Erik Bergqvist | Bélgica (BEL) Albert Durant Herman Donners Victor Boin Herman Meyboom Joseph Pletinckx Oscar Grégoire Félicien Courbet Jean Hoffman Pierre Nijs |

### Primeira fase
| 7 de julho, 15:15 |           |         |
| Grã-Bretanha      | 7–5 (pro) | Bélgica |
| 8 de julho, 13:30 |           |         |
| Suécia            | 7–2       | França  |
| 9 de julho, 13:35 |           |         |
| Áustria           | 5–4       | Hungria |

### Repescagem - 1ª rodada
As equipes derrotadas começam a disputar jogos eliminatórios (tipo de repescagem) para seguirem com chances de medalha.
| 10 de julho, 14:30 |     |         |
| Bélgica            | 6–5 | Hungria |

### Semifinal
| 11 de julho, 20:00 |     |        |
| Grã-Bretanha       | 6–3 | Suécia |

A Áustria avançou direto a final.

### Repescagem - 2ª rodada
| 11 de julho, 11:30 |     |        |
| Bélgica            | 4–1 | França |

### Final
A Grã-Bretanha venceu e ficou com a medalha de ouro. Com a derrota a Áustria teve que disputar a repescagem para seguir com chance de medalha
| 13 de julho, 19:50 |     |         |
| Grã-Bretanha       | 8–0 | Áustria |

### Repescagem - 3ª rodada
| 14 de julho, 20:00 |     |         |
| Suécia             | 8–1 | Áustria |

### Repescagem - 4ª rodada
| 15 de julho, 13:00 |     |         |
| Suécia             | 5–4 | Áustria |

### Repescagem - Disputa pela prata
| 15 de julho, 13:00 |     |         |
| Suécia             | 4–2 | Bélgica |